# Zone de développement économique de Yangpu
 (juin 2017).
Si vous disposez d'ouvrages ou d'articles de référence ou si vous connaissez des sites web de qualité traitant du thème abordé ici, merci de compléter l'article en donnant les références utiles à sa vérifiabilité et en les liant à la section « Notes et références ».

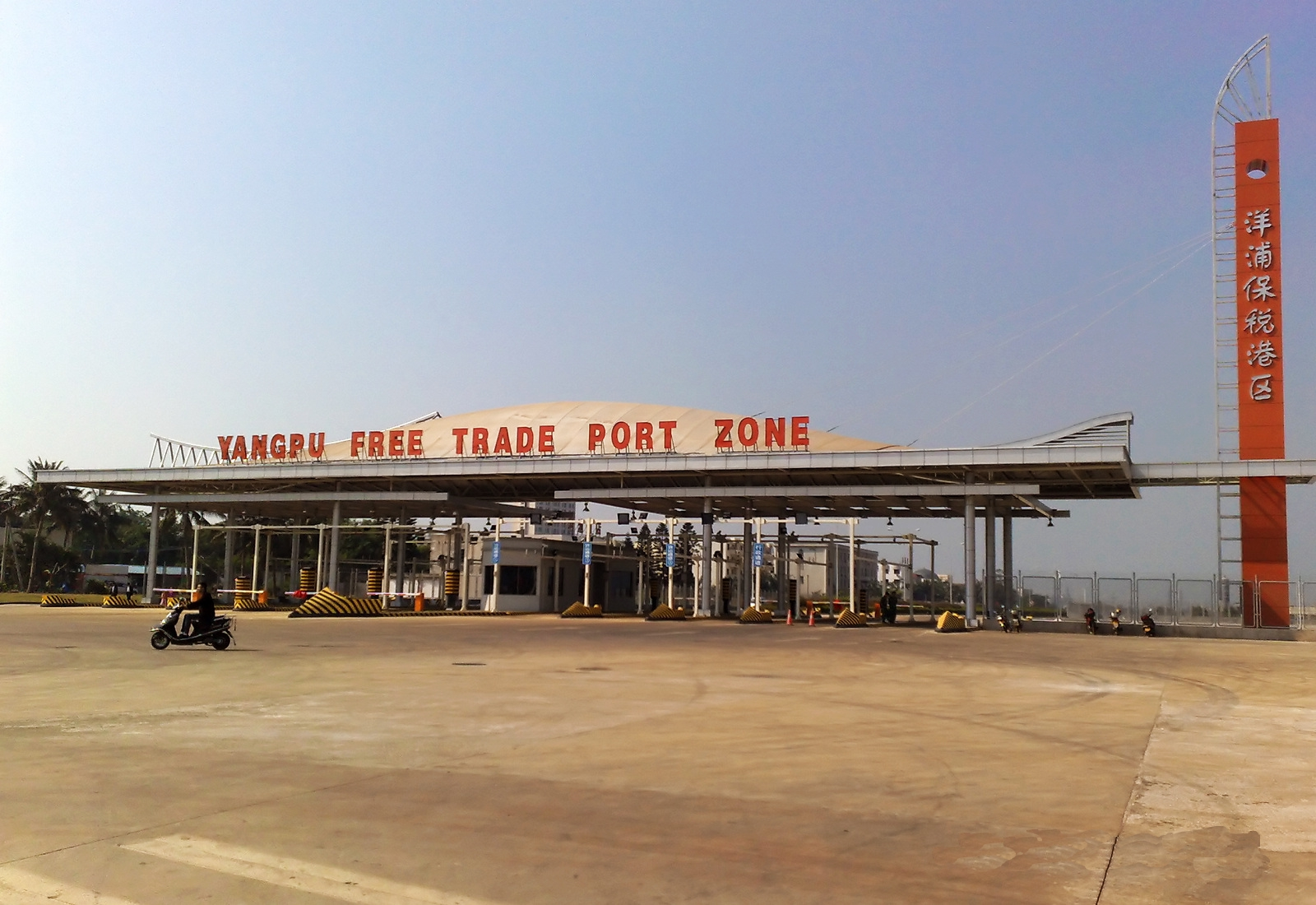
Entrée de la zone.

La zone économique de Yangpu (en mandarin : 洋浦经济开发区), est une zone située au nord-ouest de l’île de Hainan en Chine. La zone inclut un terminal à conteneur, une raffinerie, un dépôt pétrolier et une centrale électrique.